# Oxford (contea di Chester, Pennsylvania)
Oxford è un comune (borough) degli Stati Uniti d'America, situato nello stato della Pennsylvania, nella contea di Chester.